# Lingua Wirangu
La lingua Wirangu, anche nota con le compitazioni alternative di Wirrongu, Wirrung, Wirrunga e Wirangga, è una lingua in pericolo parlata dagli aborigeni Wirangu della penisola di Eyre e della piana di Nullarbor orientale, in Australia Meridionale. La lingua è soggetta a tentativi di rivitalizzazione linguistica sin dal 2004.

## Caratteristiche
La lingua Wirangu appare legata a quelle parlate dalle comunità aborigene confinanti a oriente, come la lingua Nauo, la lingua Barngarla, il Kaurna (tutte estinte e in per le quali sono in corso tentativi di rivitalizzazione), Nukunu e Narungga: parte del ramo Thura-Yura delle Lingue pama-nyunga del Sud-Ovest, nelle vecchie fonti la lingua Wirangu è stata a volte piazzata in un sottogruppo denominato Nangga.
Con la colonizzazione dell'Australia numerose comunità aborigene sono entrate in contatto più o meno forzato tramite il sistema delle missioni cristiane, con conseguente mescolanza fra usanze e linguaggi: è il caso di Wirangu e Kokatha, i cui rispettivi linguaggi (pur vagamente imparentati, essendo ambedue annidati nella famiglia delle lingue pama-nyunga) hanno cominciato a mescolarsi a partire dal 1898 con la fondazione della missione di Koonibba, prestandosi numerosi termini a vicenda.
La lingua Wirangu presenta tre vocali (a, i, u), sempre pronunciate corte ad eccezione delle parole monosillabiche (ma pronunciato ma:, mil pronunciato mi:l, etc.) e delle parole composte (marna + (k)artu = marnaartu pronunciato maɳa:ʈu): il repertorio consonantico è simile alle altre lingue pama-nyunga.

## Status
Sebbene non vi siano più madrelingua Wirangu, molti esponenti delle comunità aborigene dell'area conoscono almeno alcune parole o frasi in questa lingua: a partire dalle ultime due parlanti wirangu, le sorelle Gladys e Doreen Miller, nel 2004 è cominciato col supporto dei linguisti dell'università di Adelaide un programma di revitalizzazione della lingua (assieme ad altre parlate nella zona, come il già citato Kokatha e la lingua Mirning), con produzione di materiale cartaceo e digitale.